# Michael Condrey
Michael Condrey es el cofundador y exdirector del estudio Sledgehammer Games, que fundó con Glen Schofield después de su colaboración en la popular franquicia de videojuegos Dead Space y ahora es el presidente del nuevo 2K Games Development Studio en Silicon Valley, California.

## Carrera
Condrey se graduó en 1997 de la Universidad de Washington. Al año siguiente, su tesis principal sobre la aplicación de la biotecnología a la biología de la conservación se publicó en Molecular Ecology. Después de servir como instructor de buceo y capitán de barco en las Islas Caimán, comenzó a trabajar en un título de posgrado en Seattle. Fue allí donde lanzó su carrera de desarrollo de juegos, comenzando con un trabajo de verano en Electronic Arts durante el pico de la explosión de los juegos de Seattle. Más tarde, Condrey se mudó a Redwood City en el estudio Visceral Games, propiedad de EA, donde se convirtió en director de operaciones del estudio, así como en director senior de desarrollo del título de 2008 Dead Space. También trabajó en otras tres franquicias exitosas de EA: Need for Speed, FIFA y la serie de juegos James Bond. 

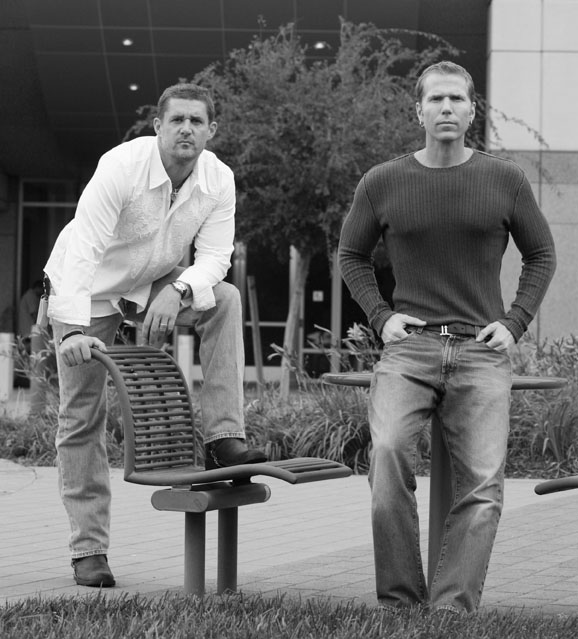
Glen Schofield y Michael Condrey en la sede de Sledgehammer - 21 de octubre de 2009

En noviembre de 2009, el colega de Condrey y Visceral Games, Glen Schofield, fundó Sledgehammer Games, una subsidiaria de Activision que opera bajo el modelo de estudio independiente de la compañía. Condrey comparó la oportunidad de trabajar con Activision y Call of Duty con un jugador de béisbol que recibió una llamada de los Yankees de Nueva York o un cineasta que escuchó a Steven Spielberg Después de un intento inicial de crear su propio título de Call of Duty, Condrey y Schofield colaboró con Infinity Ward en Call of Duty: Modern Warfare 3. El juego recaudó mil millones de dólares en ventas mundiales en sus primeros 16 días  y obtuvo el premio al Mejor tirador en los Spike Video Game Awards 2011. Al año siguiente, el juego fue nombrado Diseño de Juego del Año en la Conferencia de Juegos de Corea y ganó el Premio Global de los Japan Game Awards 2012 en el Tokyo Game Show. 
Condrey y Schofield dejaron sus roles en Sledgehammer en febrero de 2018, asumiendo cargos ejecutivos dentro de Activision. Posteriormente, Condrey dejó Activision en diciembre de 2018 para ayudar a establecer un nuevo estudio de 2K Games en Take Two Interactive cerca de San Francisco en enero de 2019.

## Juegos en los que ha trabajado
| Juego                                 | Año  | Distribuidora   | Rol            |
| ------------------------------------- | ---- | --------------- | -------------- |
| Call of Duty: WWII                    | 2017 | Activision      | Director       |
| Call of Duty Advanced Warfare         | 2014 | Activision      | Director       |
| Call of Duty: Black Ops II            | 2012 | Activision      | special thanks |
| Call of Duty: Modern Warfare 3        | 2011 | Activision      | Director       |
| Call of Duty: Black Ops               | 2010 | Activision      | special thanks |
| Dead Space: Extraction                | 2009 | Electronic Arts | special thanks |
| Dead Space                            | 2008 | Electronic Arts | Director       |
| From Russia with Love                 | 2005 | Electronic Arts | Director       |
| James Bond 007: Everything or Nothing | 2004 | Electronic Arts | Director       |
| James Bond 007: Nightfire             | 2002 | Electronic Arts | Producer       |
| The World is Not Enough               | 2000 | Electronic Arts | Producer       |
| Champion Bass                         | 2000 | Electronic Arts |                |
| Ultimate Hunt Challenge               | 2000 | Electronic Arts |                |
| Deer Hunt Challenge                   | 1999 | Electronic Arts |                |
| FIFA 99                               | 1998 | Electronic Arts | Producer       |
| Need for Speed III: Hot Pursuit       | 1998 | Electronic Arts | Tester         |